# 新宮威一
新宮 威一（しんぐう いいち、1934年11月11日 - ）は、日本の経営者。ダイハツ工業社長を務めた。佐賀県藤津郡太良町出身。

## 経歴
1958年に東京大学工学部機械工学科を卒業し、同年にトヨタ自動車工業に入社。1986年9月に取締役に就任し、常務、専務を経て、1994年9月に顧問とダイハツ工業副社長に就任。1995年6月に社長に昇格。2000年6月から2004年6月までに会長を務めた。
2000年11月に藍綬褒章を受章。